# Гарфілд (Нью-Джерсі)
Гарфілд (англ. Garfield) — місто (англ. city) в США, в окрузі Берген штату Нью-Джерсі. Населення — 32 655 осіб (2020).

## Географія
Гарфілд розташований за координатами 40°52′47″ пн. ш. 74°6′30″ зх. д. / 40.87972° пн. ш. 74.10833° зх. д. (40.879797, -74.108250). За даними Бюро перепису населення США в 2010 році місто мало площу 5,59 км², з яких 5,44 км² — суходіл та 0,16 км² — водойми.

## Демографія
Згідно з переписом 2010 року, у місті мешкало 30 487 осіб у 11 073 домогосподарствах у складі 7720 родин. Було 11788 помешкань
Расовий склад населення:
| - 76,7 % — білих - 6,5 % — чорних або афроамериканців - 2,2 % — азіатів - 0,4 % — корінних американців - 10,8 % — осіб інших рас |

До двох чи більше рас належало 3,3 %. Частка іспаномовних становила 32,2 % від усіх жителів.
За віковим діапазоном населення розподілялося таким чином: 23,3 % — особи молодші 18 років, 65,5 % — особи у віці 18—64 років, 11,2 % — особи у віці 65 років та старші. Медіана віку мешканця становила 35,5 року. На 100 осіб жіночої статі у місті припадало 91,3 чоловіків; на 100 жінок у віці від 18 років та старших — 89,0 чоловіків також старших 18 років.
Середній дохід на одне домашнє господарство становив 62 129 доларів США (медіана — 45 469), а середній дохід на одну сім'ю — 67 591 долар (медіана — 52 356). Медіана доходів становила 44 160 доларів для чоловіків та 35 296 доларів для жінок. За межею бідності перебувало 16,3 % осіб, у тому числі 23,9 % дітей у віці до 18 років та 16,4 % осіб у віці 65 років та старших.
Цивільне працевлаштоване населення становило 13 973 особи. Основні галузі зайнятості: освіта, охорона здоров'я та соціальна допомога — 19,2 %, роздрібна торгівля — 13,7 %, виробництво — 12,5 %.

## Персоналії
- Ґордон Голлінґшед (1892—1952) — американський кінопродюсер, асоційований продюсер та помічник режисера.